# Weinberg bei Steinau
Weinberg bei Steinau ist ein Naturschutzgebiet und FFH-Gebiet auf dem Gebiet der Stadt Steinau an der Straße im Main-Kinzig-Kreis in Hessen. Das Naturschutzgebiet liegt nördlich der Kernstadt von Steinau an der Straße und nördlich der A 66.

## Bedeutung
Das 34,85 ha große Gebiet mit der Kennung 1435014 ist seit dem Jahr 1977 als Naturschutzgebiet ausgewiesen, seit 2008 als flächen- und namensgleiches FFH-Gebiet.